# Heilig Geist (Essing)

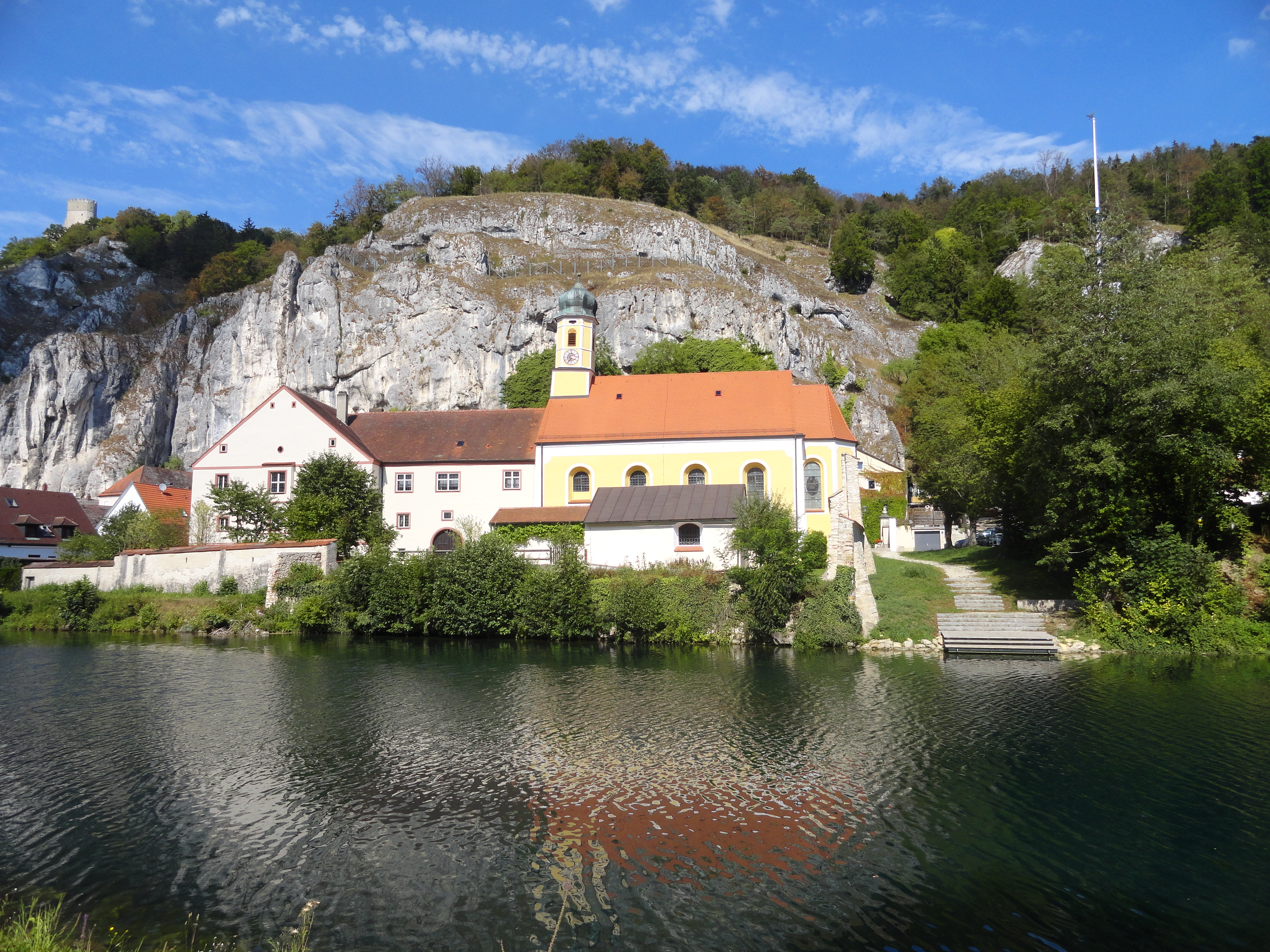
Pfarrkirche Heilig Geist

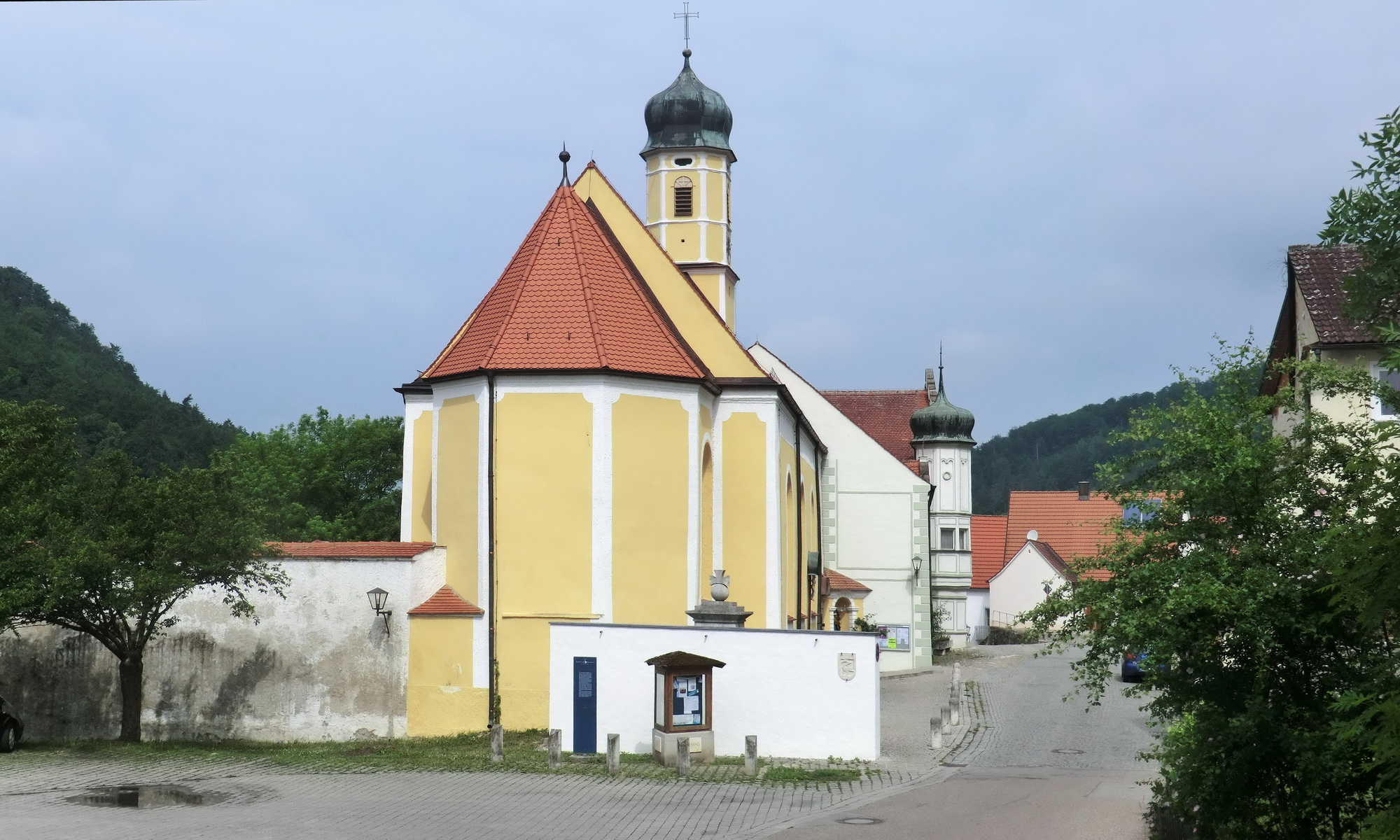
Ansicht von Osten

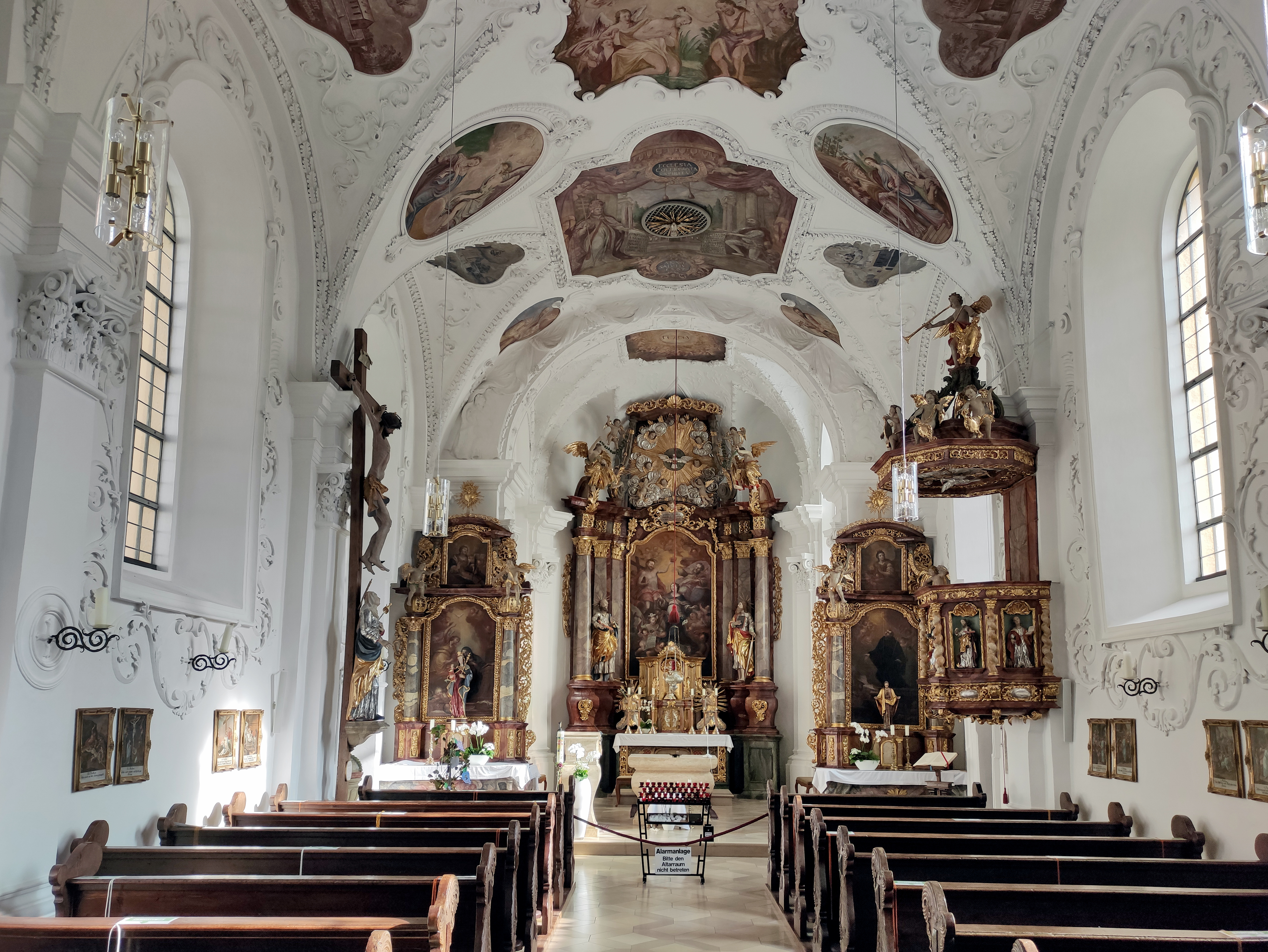
Innenansicht

Die katholische Pfarrkirche Heilig Geist in Essing, einer Marktgemeinde im niederbayerischen Landkreis Kelheim, ist ein spätbarocker Bau aus dem frühen 18. Jahrhundert, der auf eine gotische Stiftskirche aus dem 14. Jahrhundert zurückgeht. Die dem Heiligen Geist geweihte Kirche gehört zu den geschützten Baudenkmälern in Bayern.

## Geschichte
Die mittelalterliche Vorgängerkirche war ursprünglich als Stiftskirche des 1367 von Ulrich dem Älteren von Abensberg und seinen Söhnen gegründeten Chorherrenstiftes Neuessing, an das auch ein Siechenspital angeschlossen war, errichtet worden. Diese Kirche wurde während des Dreißigjährigen Krieges stark beschädigt und in den Jahren 1660/61 wiederhergestellt. Im Jahr 1711 wurden das Langhaus und im Jahr 1717 der im Kern gotische Chor durch den als Baumeister von Rohr überlieferten Joseph Bader aus Rohr in Niederbayern erneuert, der auch den Stuckdekor ausführte.
Das ehemalige Stiftsgebäude an der Westseite der Kirche wird heute als Pfarrhof genutzt.

## Architektur
Die Westfassade der Kirche wird von einem quadratischen Giebelreiter mit oktogonalem Aufbau und Zwiebelhaube bekrönt. Über dem Portal an der Nordseite des Langhauses ist eine Bauinschrift erhalten.
Das einschiffige Langhaus wird von einer Stichkappentonne gedeckt und von flachen Wandpfeilern mit Pilastervorlagen gegliedert. Die Pilaster sind mit korinthischen Stuckkapitellen verziert, auf den Pfeilern ruhen kräftige, mehrfach profilierte Gebälkstücke. Den westlichen Abschluss des Langhauses bildet eine Empore, auf der die Orgel steht.
Der kurze, eingezogene Chor weist einen Fünfachtelschluss auf.

## Stuckdekor
Der Stuckdekor im Langhaus aus dem Jahr 1711 ist geprägt vom Stil der Wessobrunner Schule. Ausladende Akanthusranken umgeben die hohen Rundbogenfenster. Die großen Deckenbilder werden von Stuckrahmen aus Blatt- und Blütenfriesen eingefasst, die kleineren Bilder sind in Stuckfelder mit Engelsköpfen und Blattranken eingebettet. Die Emporenbrüstung ist ebenfalls mit kräftigen Akanthusranken verziert.
Der Stuckdekor im Chor und am Chorbogen, der aus der späteren Umbauphase im Jahr 1717 stammt, weist feinere Blattranken auf, die bereits dem Régence-Stil zugeordnet werden.

## Deckenmalereien

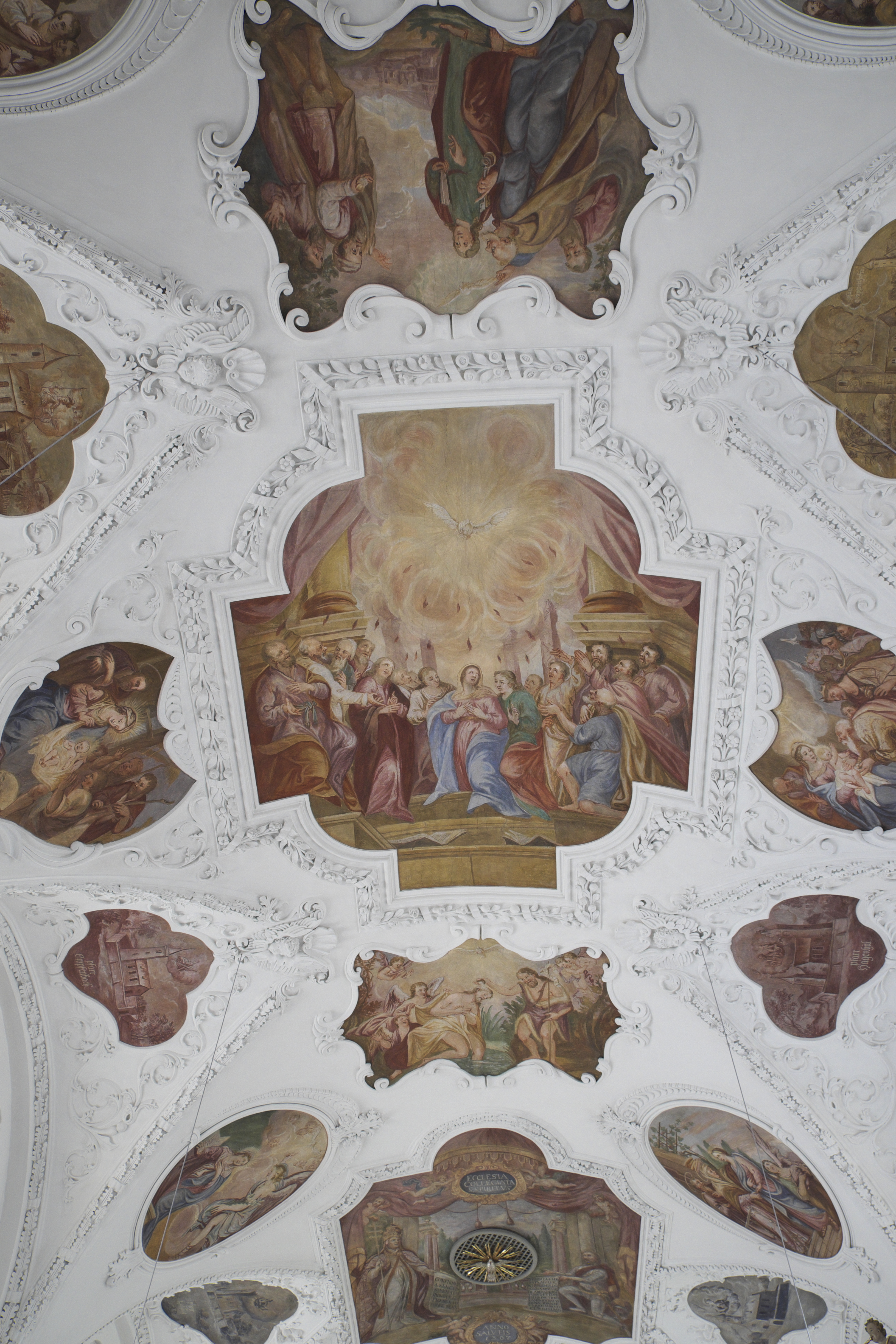
Deckenmalerei im Langhaus

Die Deckenmalereien wurden 1711 im Langhaus und 1717 im Chor von Johann Valentin Reischl aus Waldmünchen in der Oberpfalz ausgeführt. Auf dem Deckenfresko im Chor ist das von Engeln umgebene Jahwezeichen dargestellt.
Die großen Deckenbilder im Langhaus sind dem Pfingstwunder und der Gründung des Chorherrenstiftes im Jahr 1367 durch Ulrich von Abensberg und seine Söhne Johann, Ulrich, Albert und Wilhelm gewidmet. Eine Szene zeigt Graf Ulrich, der die Stiftungsurkunde in der Hand hält, und Papst Innozenz VI. mit der päpstlichen Bestätigung, der allerdings bereits im Jahr 1362 gestorben war.
Auf den kleineren Bildern sieht man Episoden aus dem Marienleben wie die Verkündigung und die Heimsuchung und aus dem Leben Jesu wie seine Geburt und die Taufe im Jordan. Die Camaieu-Bilder zeigen die Kirchen, die dem Essinger Stift unterstellt waren.

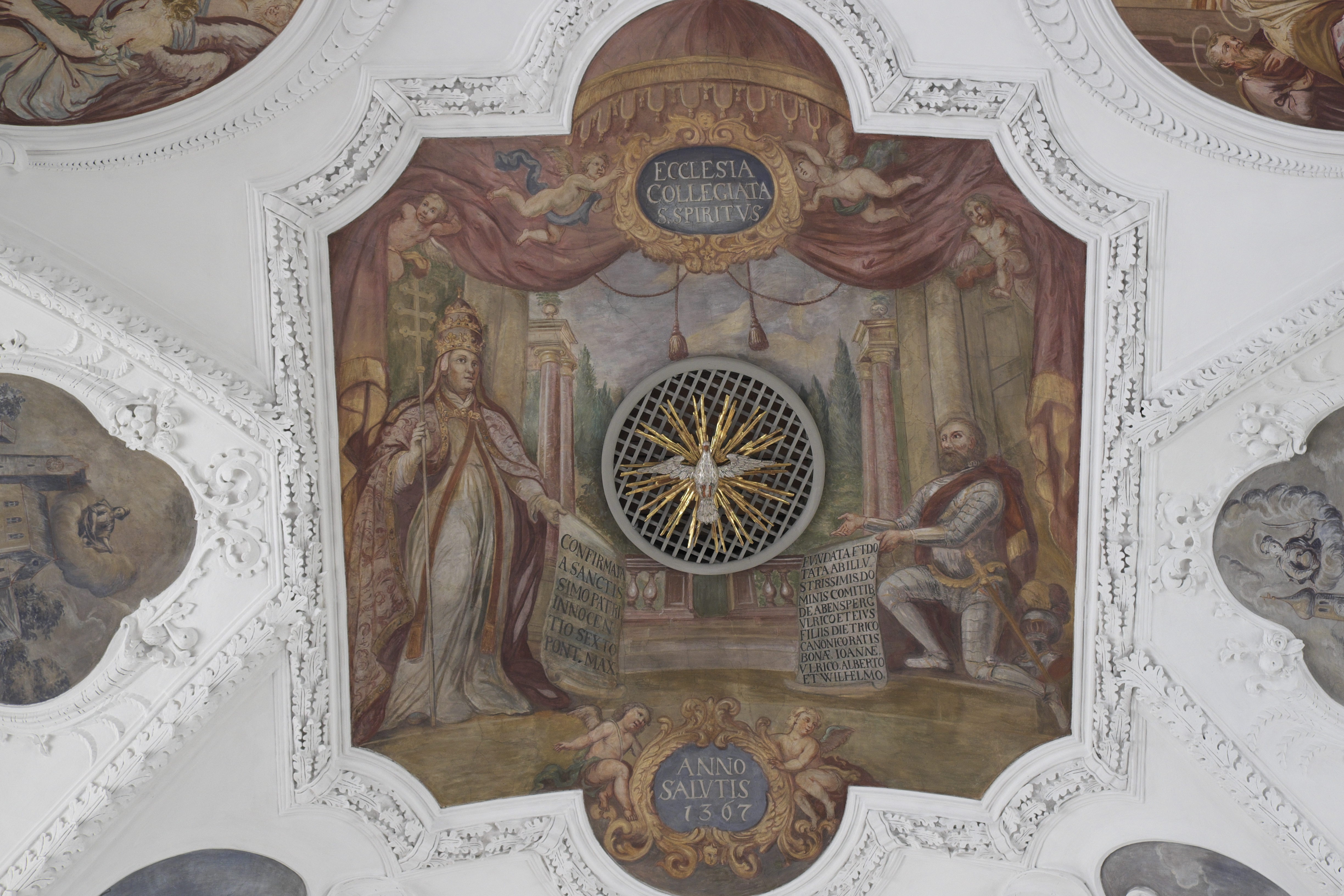
Gründung des Chorherrenstiftes im Jahr 1367
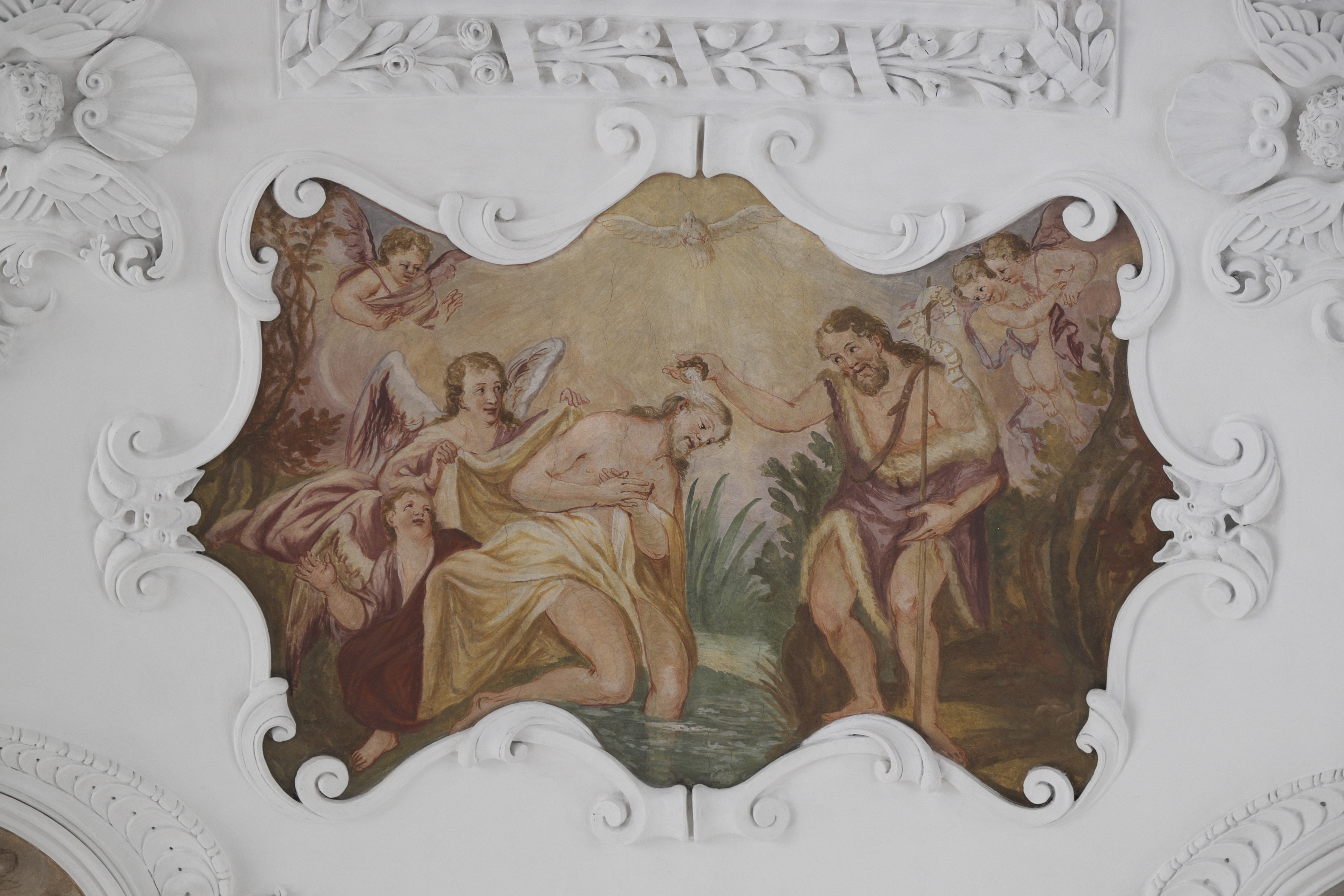
Taufe Jesu
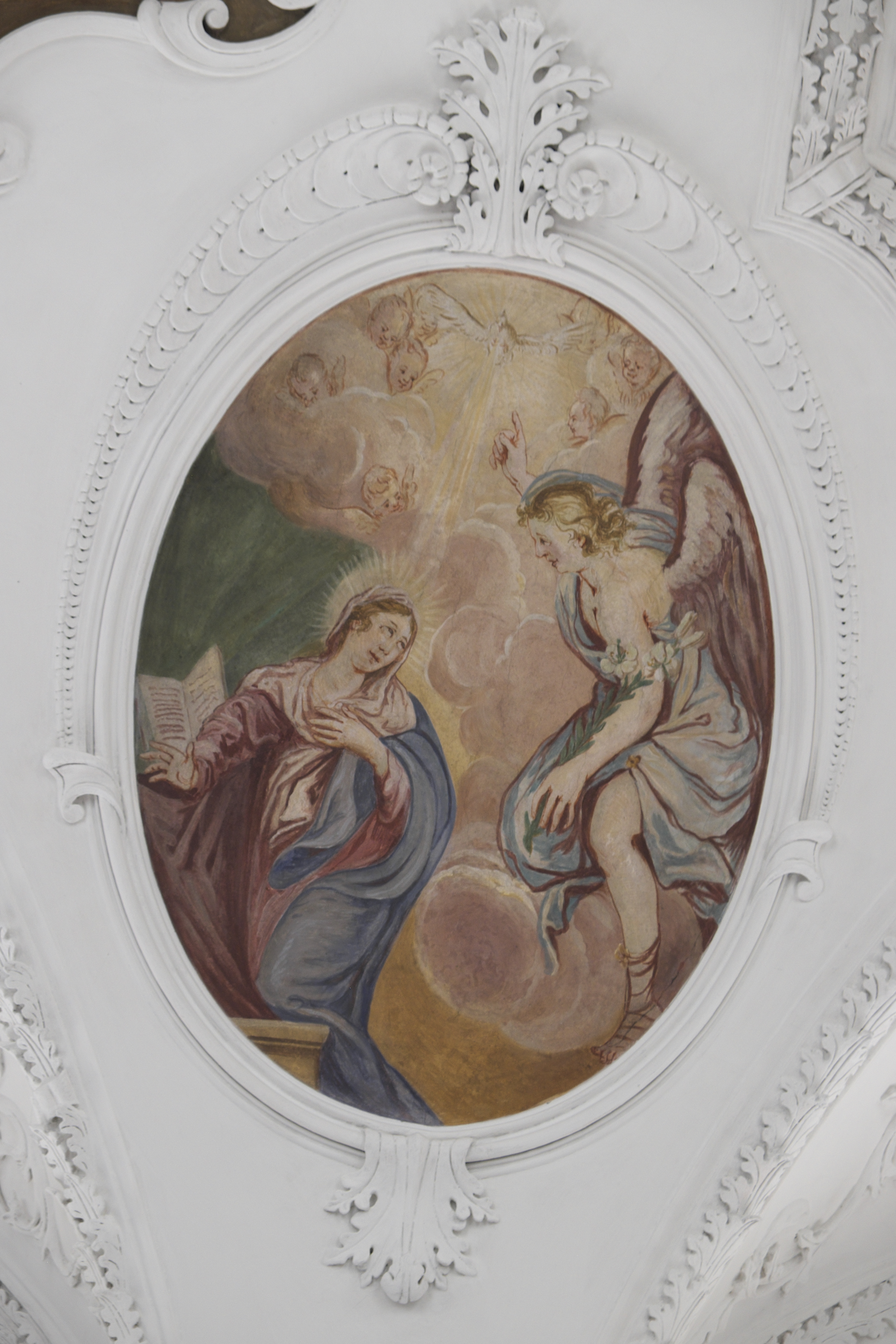
Verkündigung
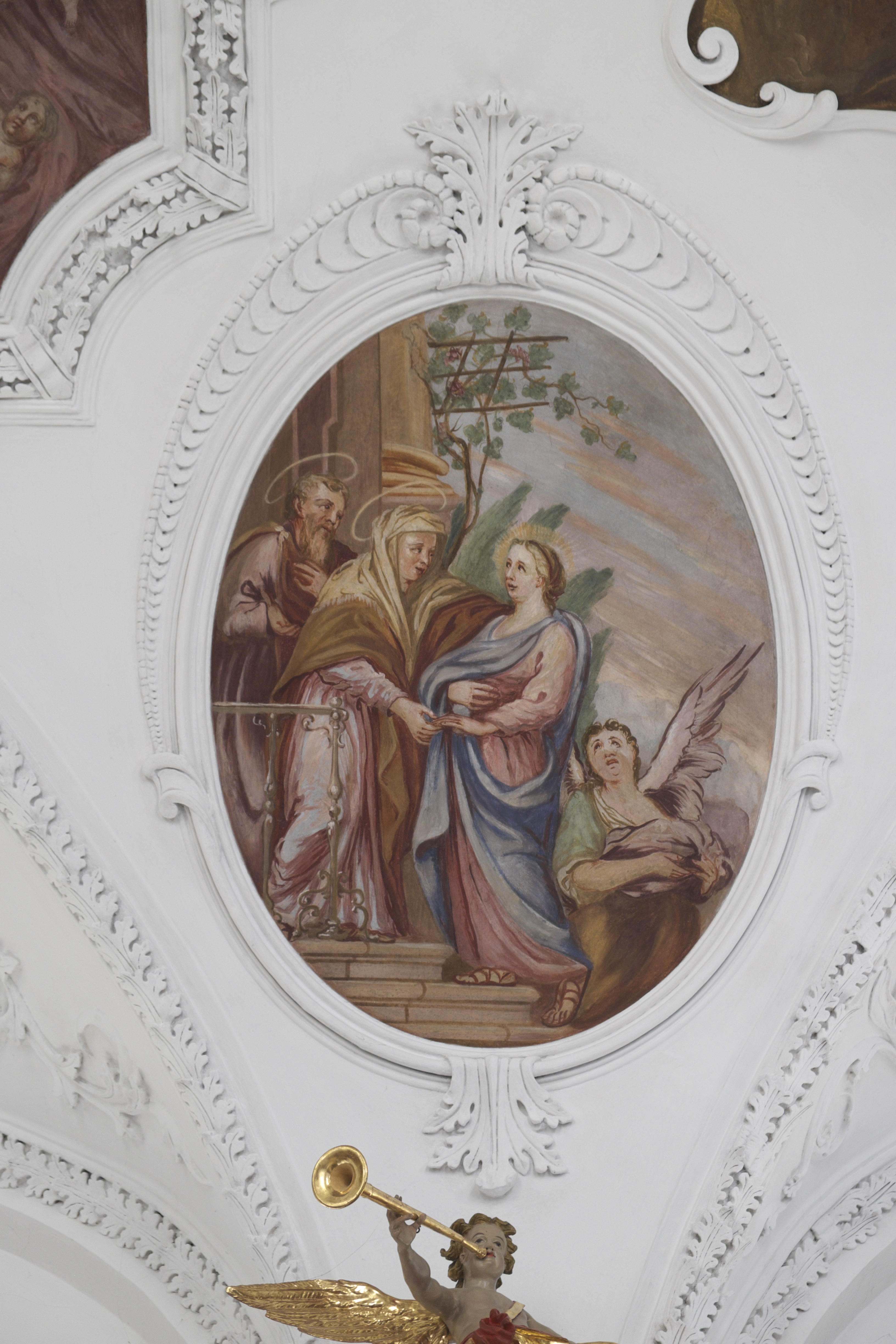
Heimsuchung

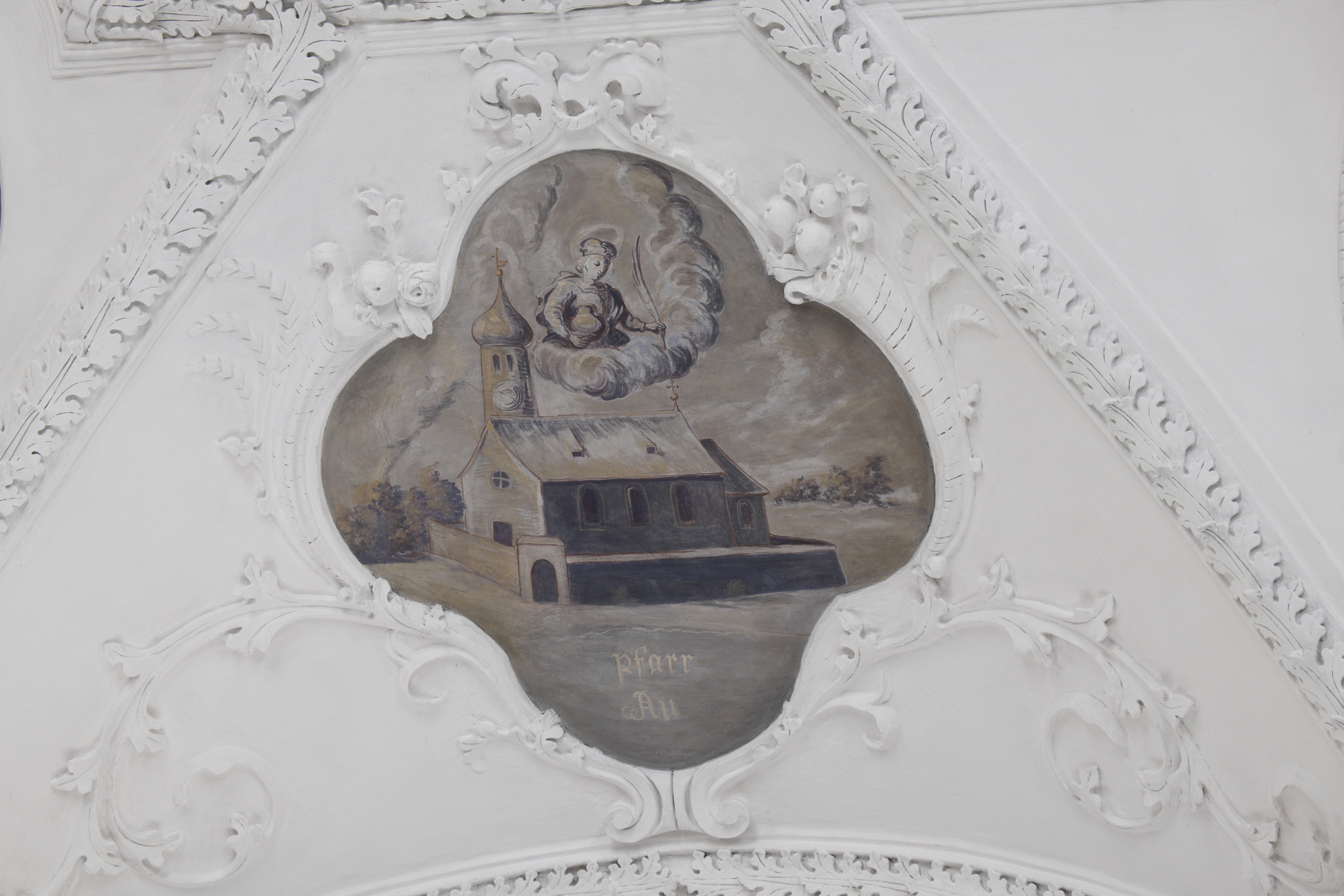
Kirche von „Au“
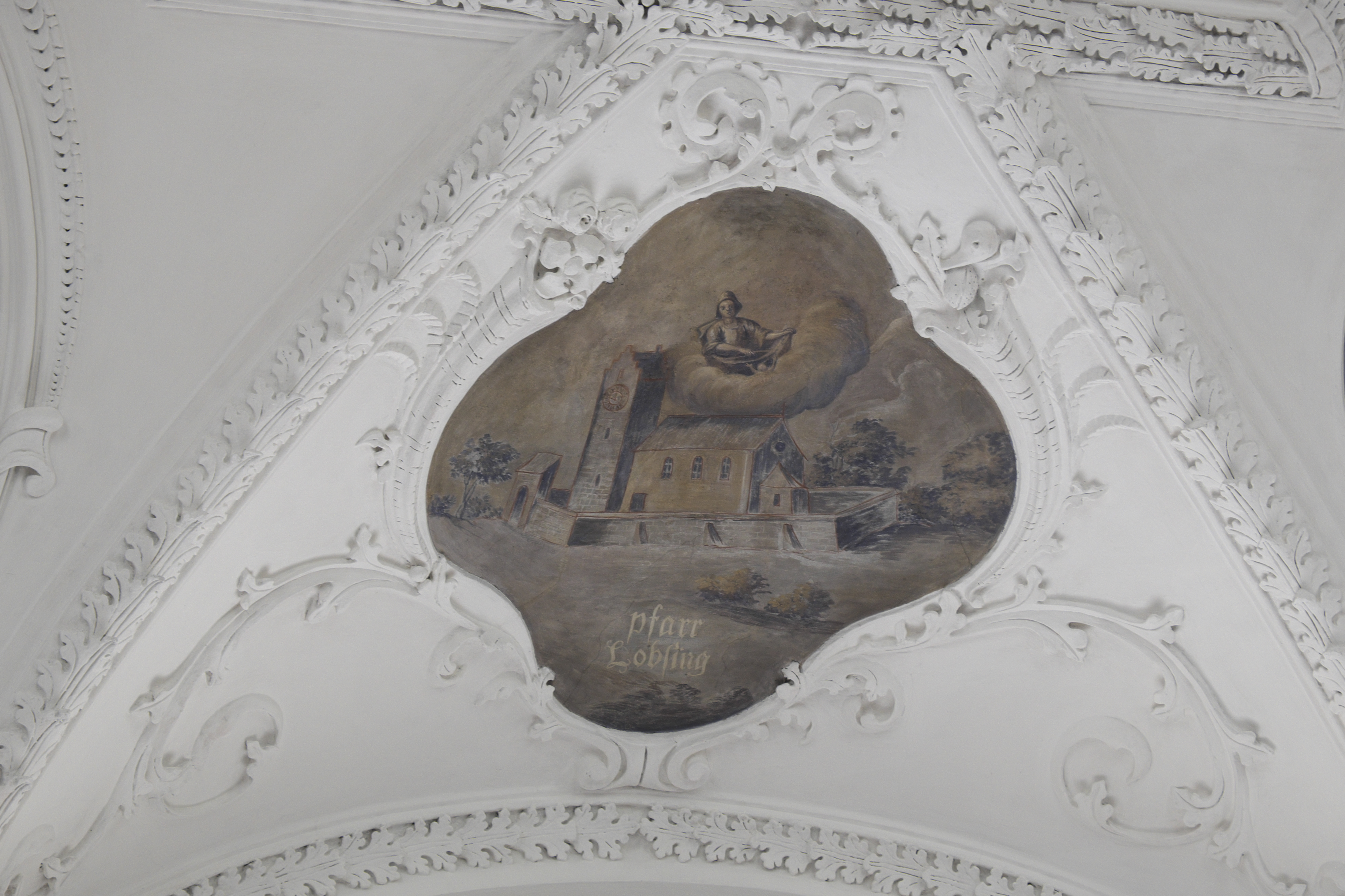
Kirche von „Lobsing“
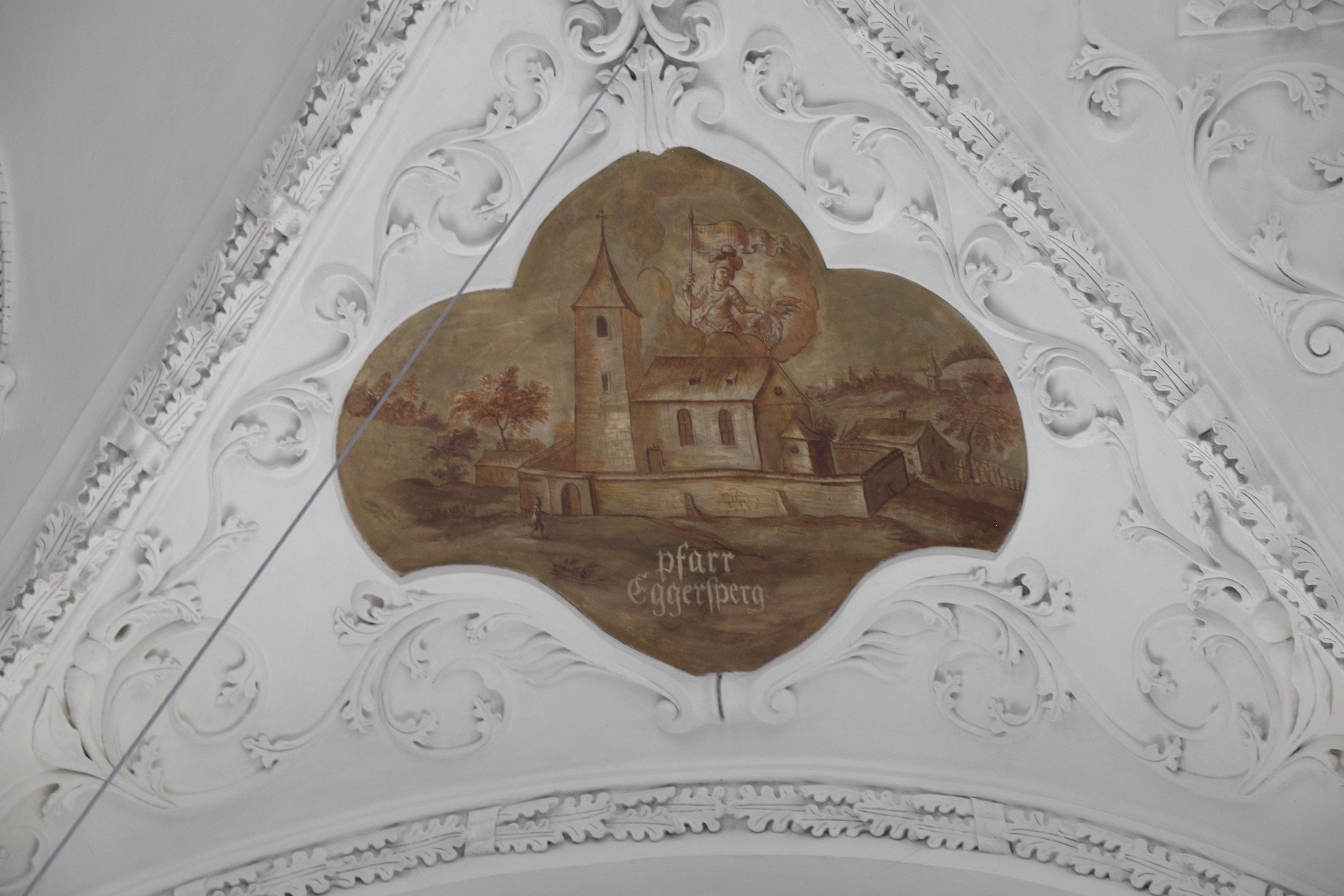
Kirche von „Eggersperg“
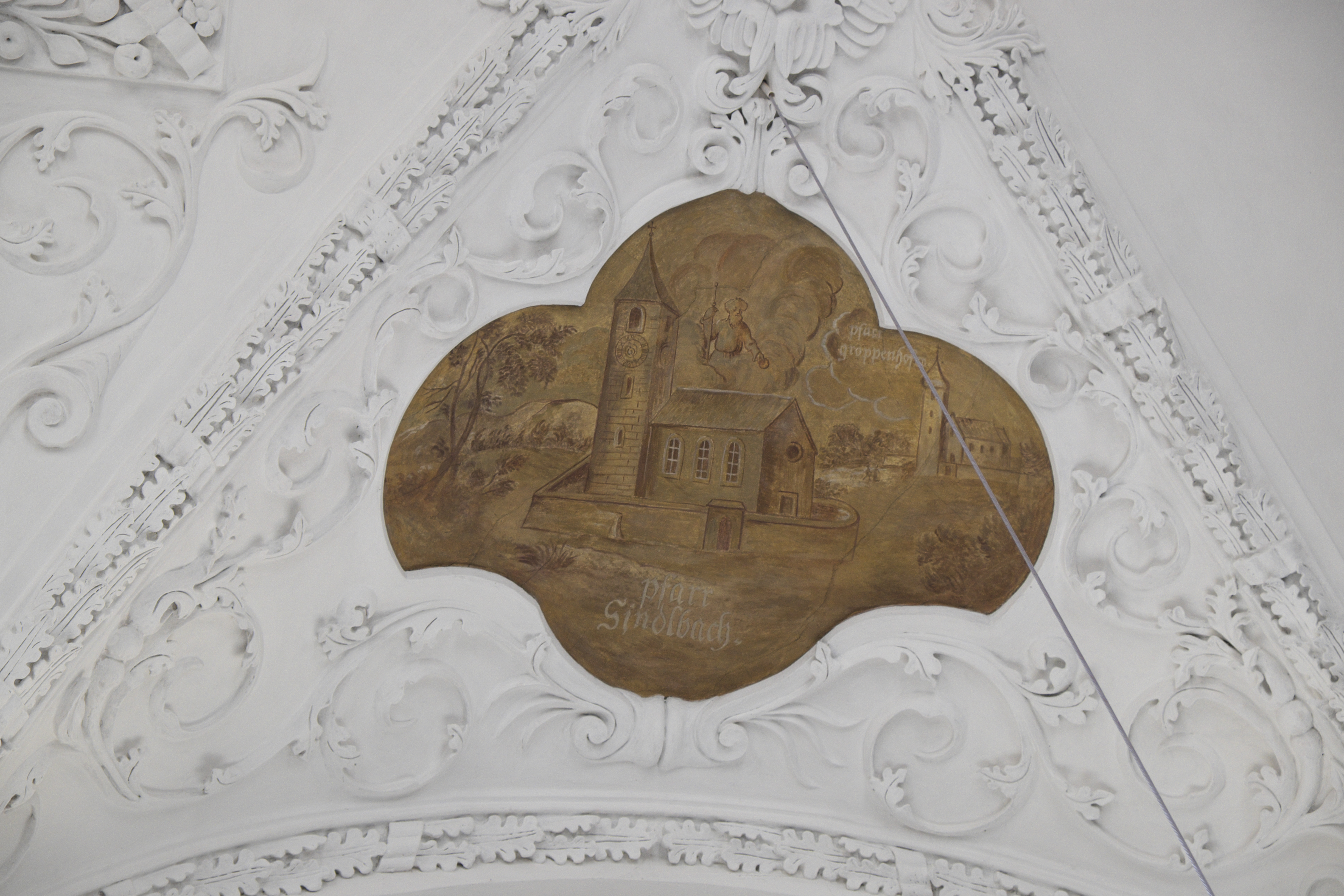
Kirche von „Sindlbach“ und „Groppenhofen“

## Ausstattung

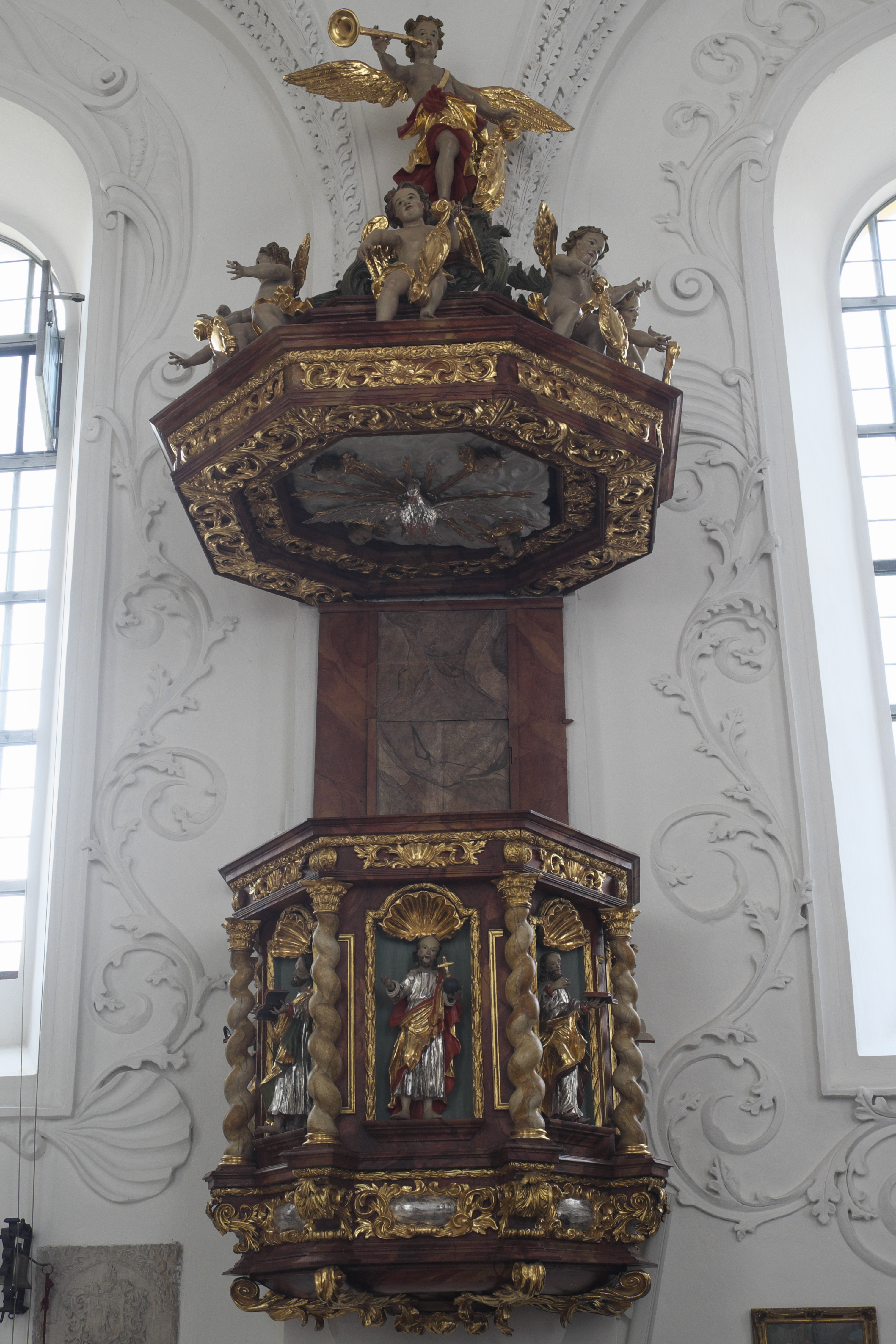
Kanzel

- Der Hochaltar von 1717 ist eine Arbeit des Eichstätter Schreiners Jakob Bochler. Das Altarbild mit der Darstellung der Krönung Mariens wurde im Jahr 1710 von Johann Gebhard ausgeführt. Seitlich stehen die Apostel Petrus und Paulus.
- Von Johann Gebhard wurden 1711 auch die Altarblätter der Seitenaltäre gemalt. Am nördlichen Altar ist die Verkündigung dargestellt, im Auszug die heilige Katharina. Das südliche Altarbild ist dem heiligen Leonhard von Limoges gewidmet, das Auszugsbild der heiligen Barbara.
- Die Kanzel mit Figuren von Ulrich Voraus wurde 1711 angefertigt.

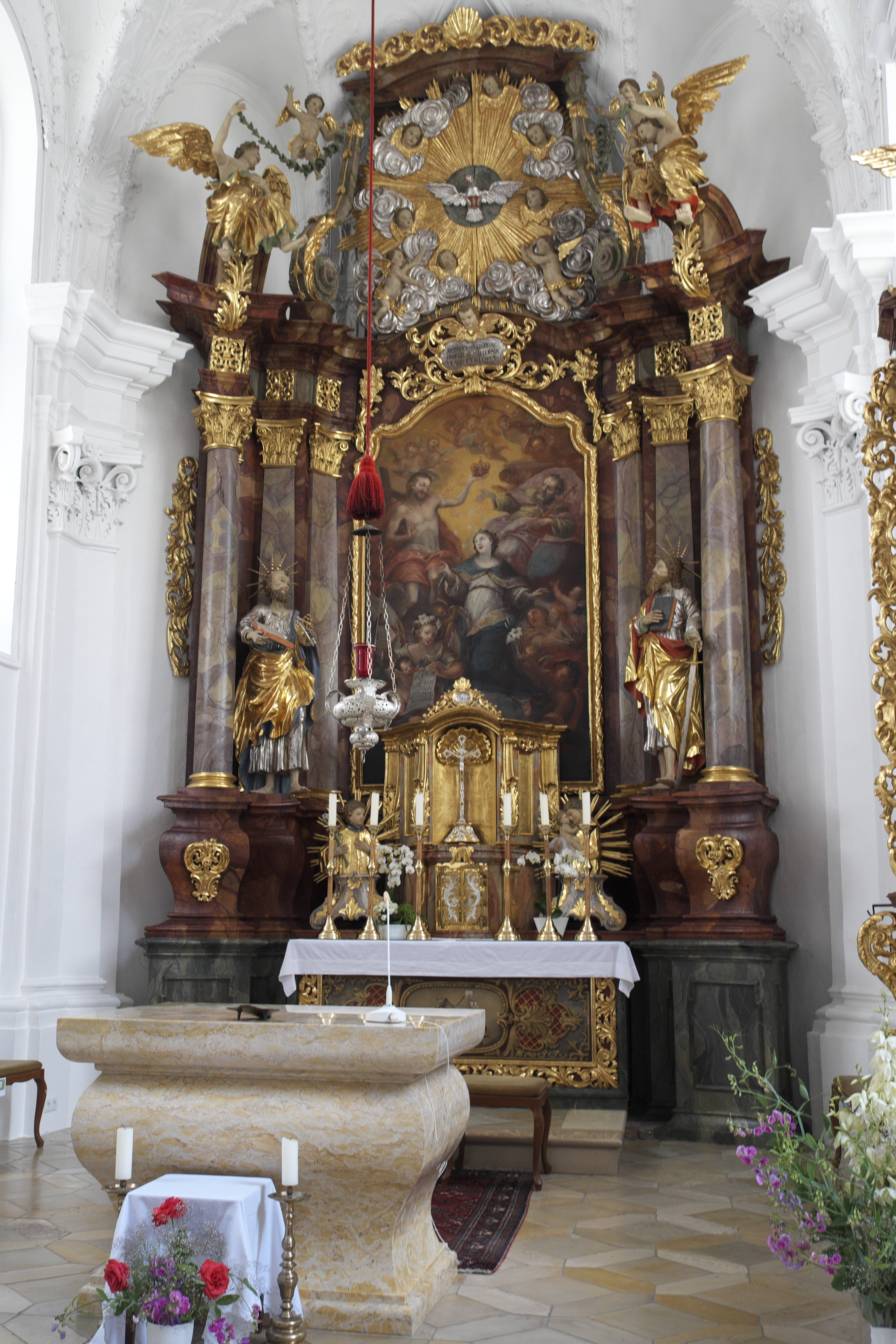
Hochaltar
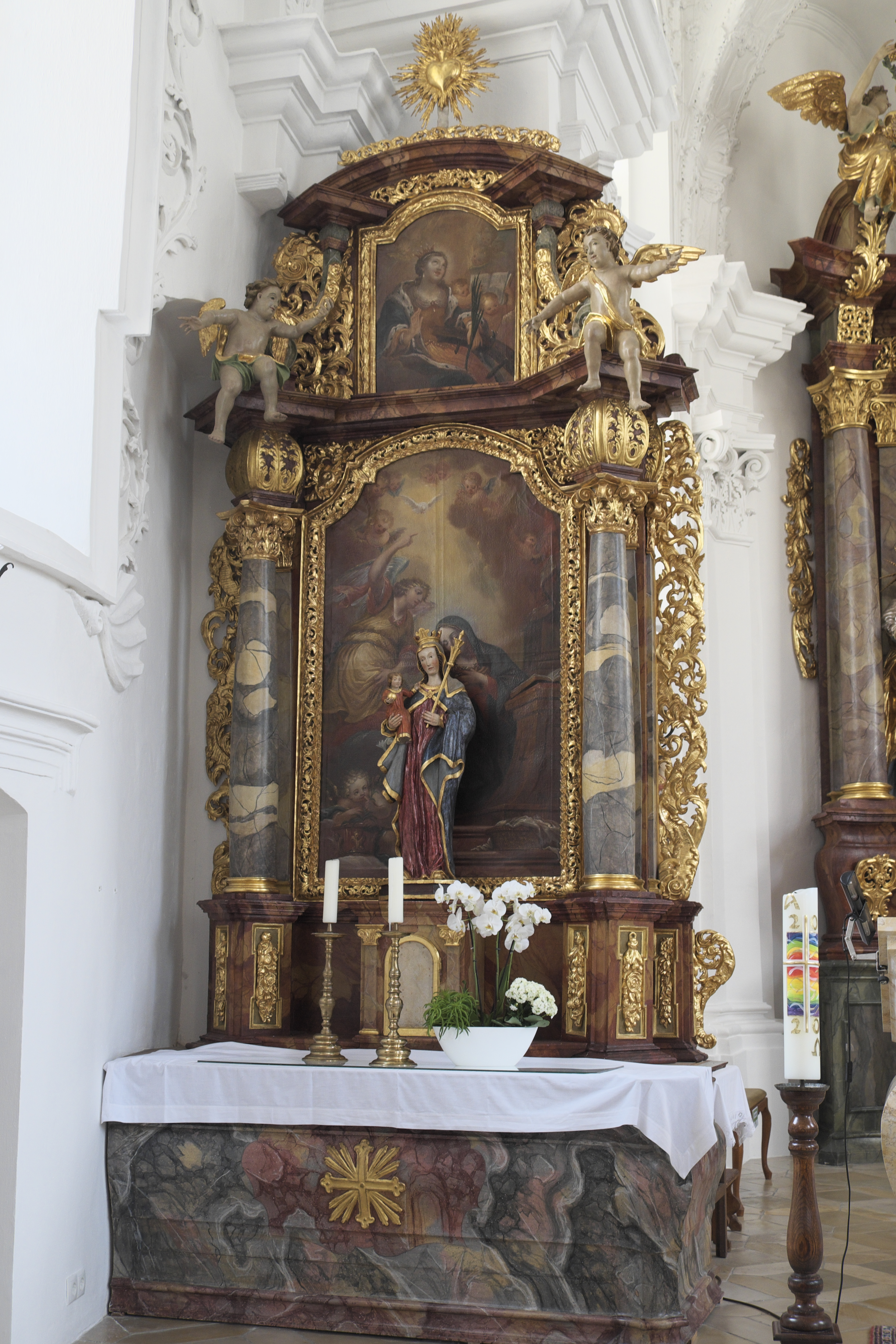
Nördlicher Seitenaltar
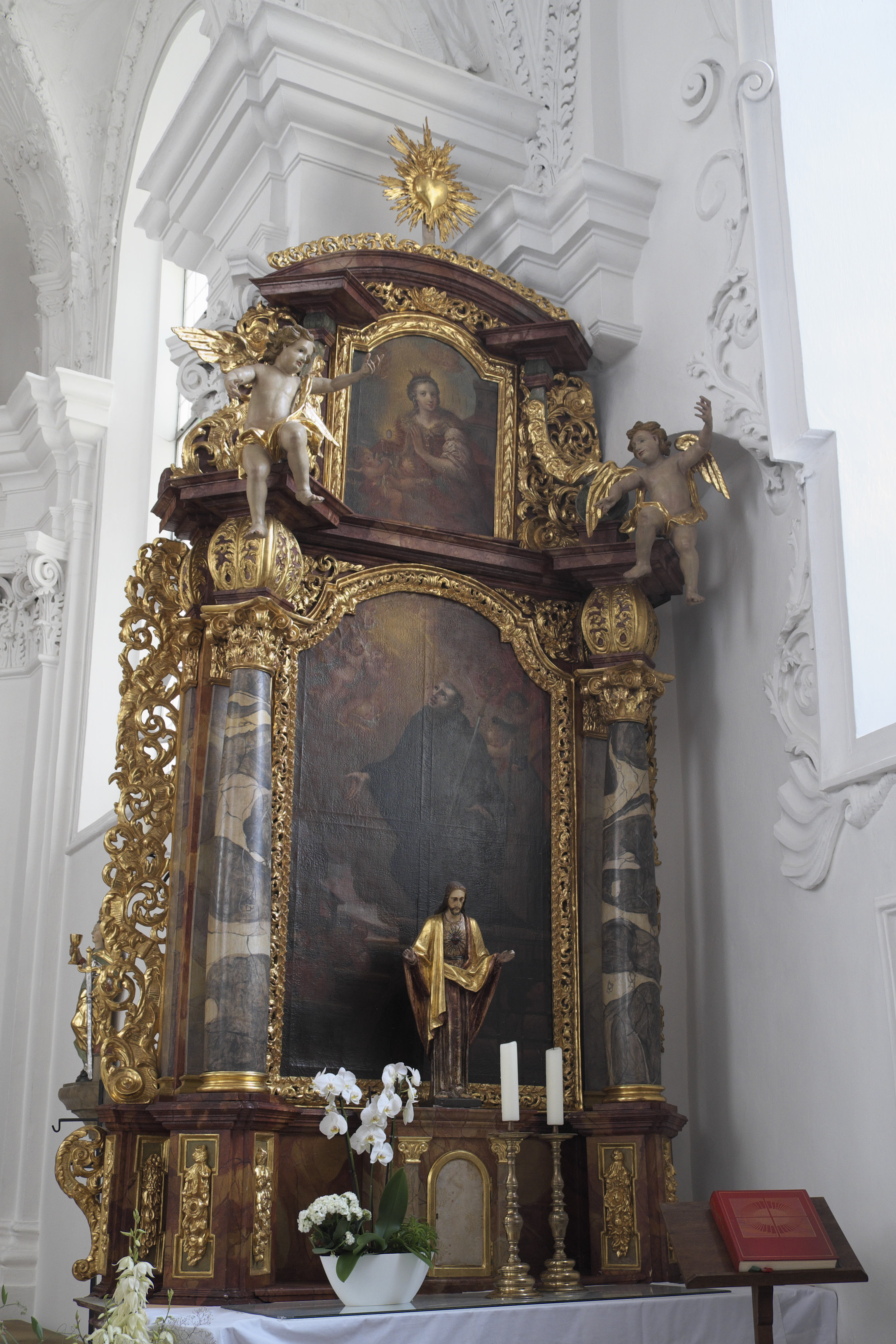
Südlicher Seitenaltar